# Bortnyik György
Bortnyik György  (Kolozsvár, 1943. március 13.–) erdélyi származású magyar fotográfus.

## Életpályája
Iskoláit a kolozsvári Ady–Șincai Líceumban végezte, majd 1966-ban geológusi diplomát szerzett a Babeș–Bolyai Tudományegyetemen. Erzsébetbányán geológusként dolgozott az aranybányában, de mindig a fényképezés érdekelte. 1969 elején féltretéve a geológusi diplomáját, a frissen alapított sepsiszentgyörgyi Megyei Tükör napilaphoz került fotósként, ahol 1977-ig dolgozott. Utána szintén fotósként dolgozott a sepsiszentgyörgyi színházban, az IMASA gép- és gépkocsialkatrész-gyárban, majd az árkosi Agronómusok Házában. 1987-ben, miután testvérei már nyugaton éltek,  hatósági rábeszélésre távozott Németországba, Würzburgban él.  Nős, három gyermek apja.

## Munkássága
Fotósként bejárta  Kovászna megye városait, falvait, szinte nincs olyan helység, ahol ne készített volna fényképeket. 1979-ben sikerült légi felvételeket készítenie a lebontásra ítélt (és később le is bontott) sepsiszentgyörgyi telkes házakról. Az évek során összegyűlt 15 ezernyi negatívot digitalizálta és odaajándékozta a Székely Nemzeti Múzeumnak.

### Kiállítások
Rendszeresen állított ki Sepsiszentgyörgyön, Kolozsváron, Kovásznán, Szegeden és Würzburgban.

### Könyvei
- Háromszéki sajtófelvételek (1968–2003)
- Így láttam Háromszéket: A 70-es évek (2008)
- Változó helyek árnyai (2008).

## Díjai, elismerései
- TETUK-pályázat, 2. helyezés a feleki gömbkövekről készül sorozattal (1965)

## Fotógaléria
Képek az 1970-es évekből

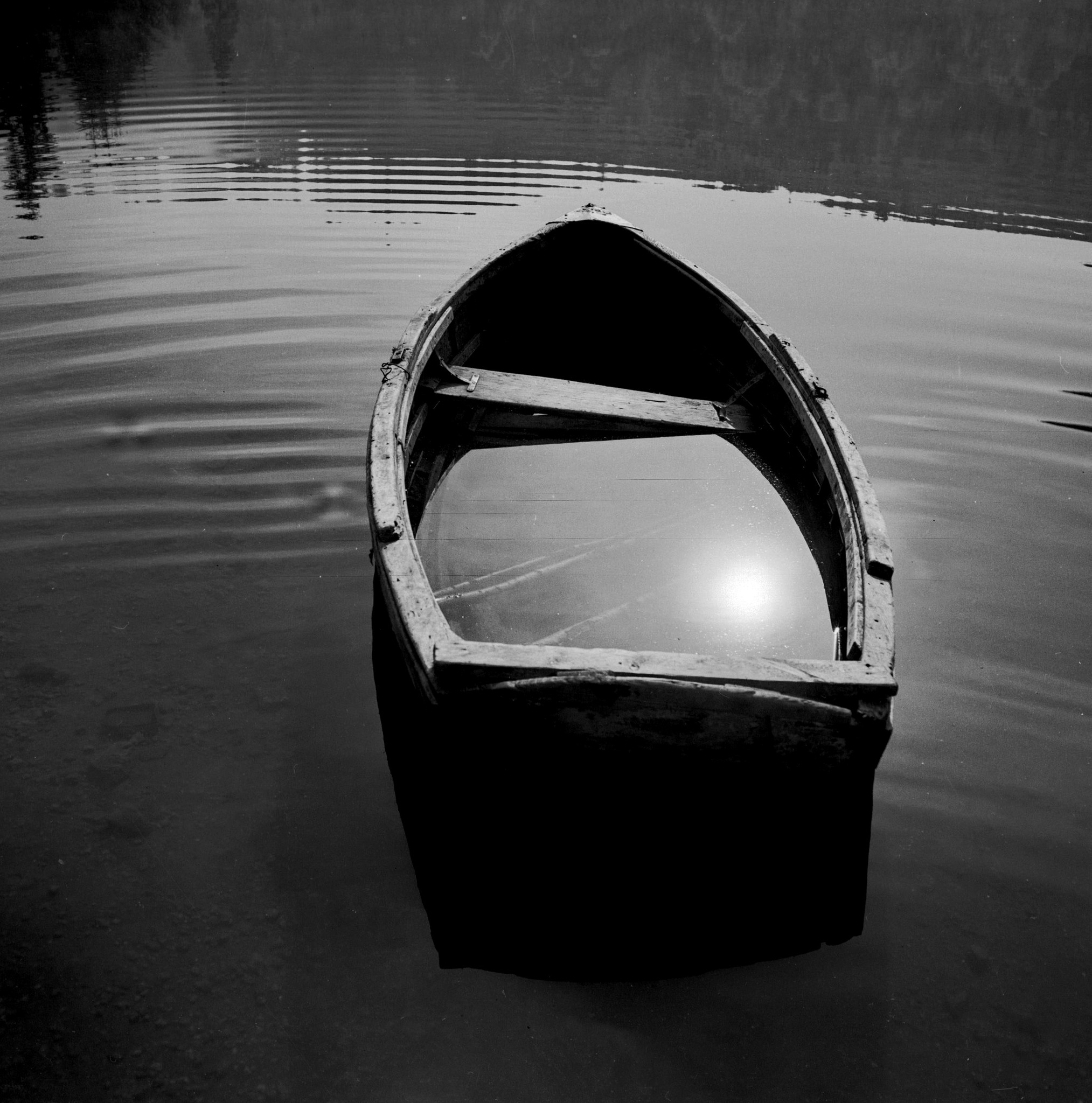
Az elmúlás egy pillanata
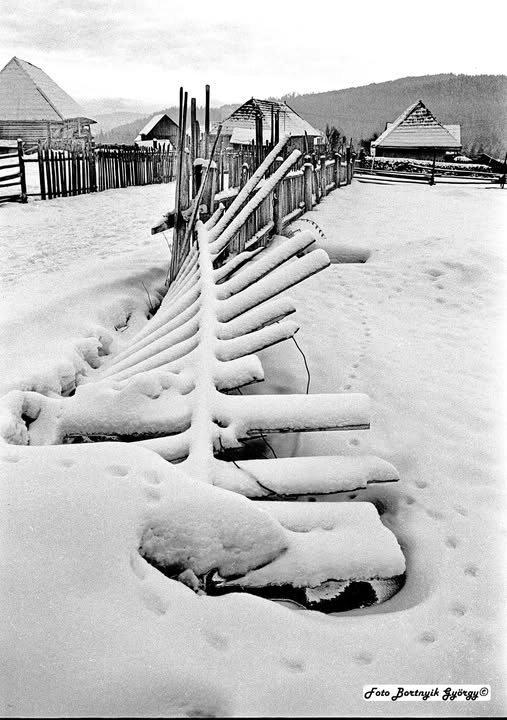
A természet súlya Kommandón
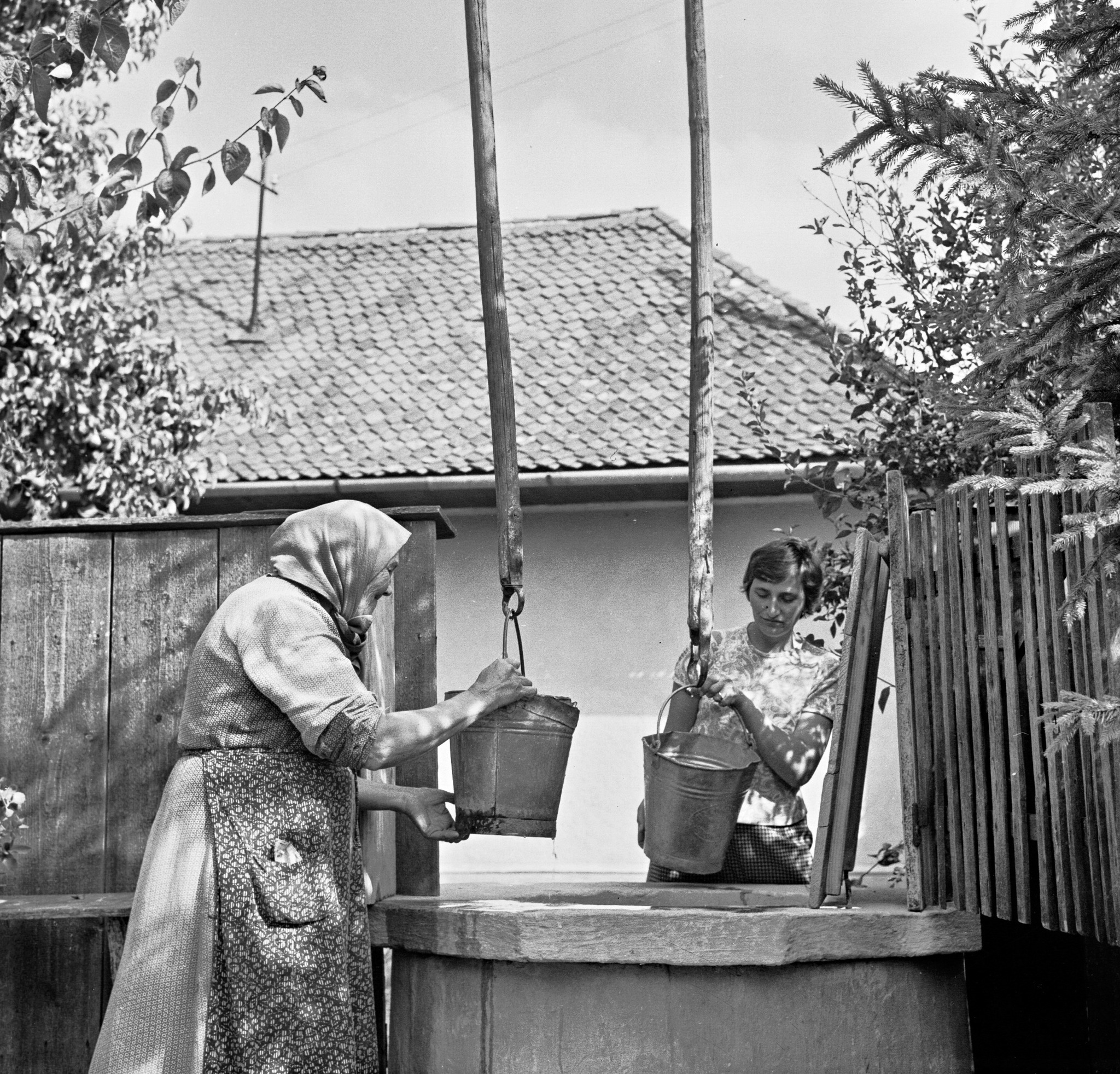
A jó szomszédok kútja Nagybaconban
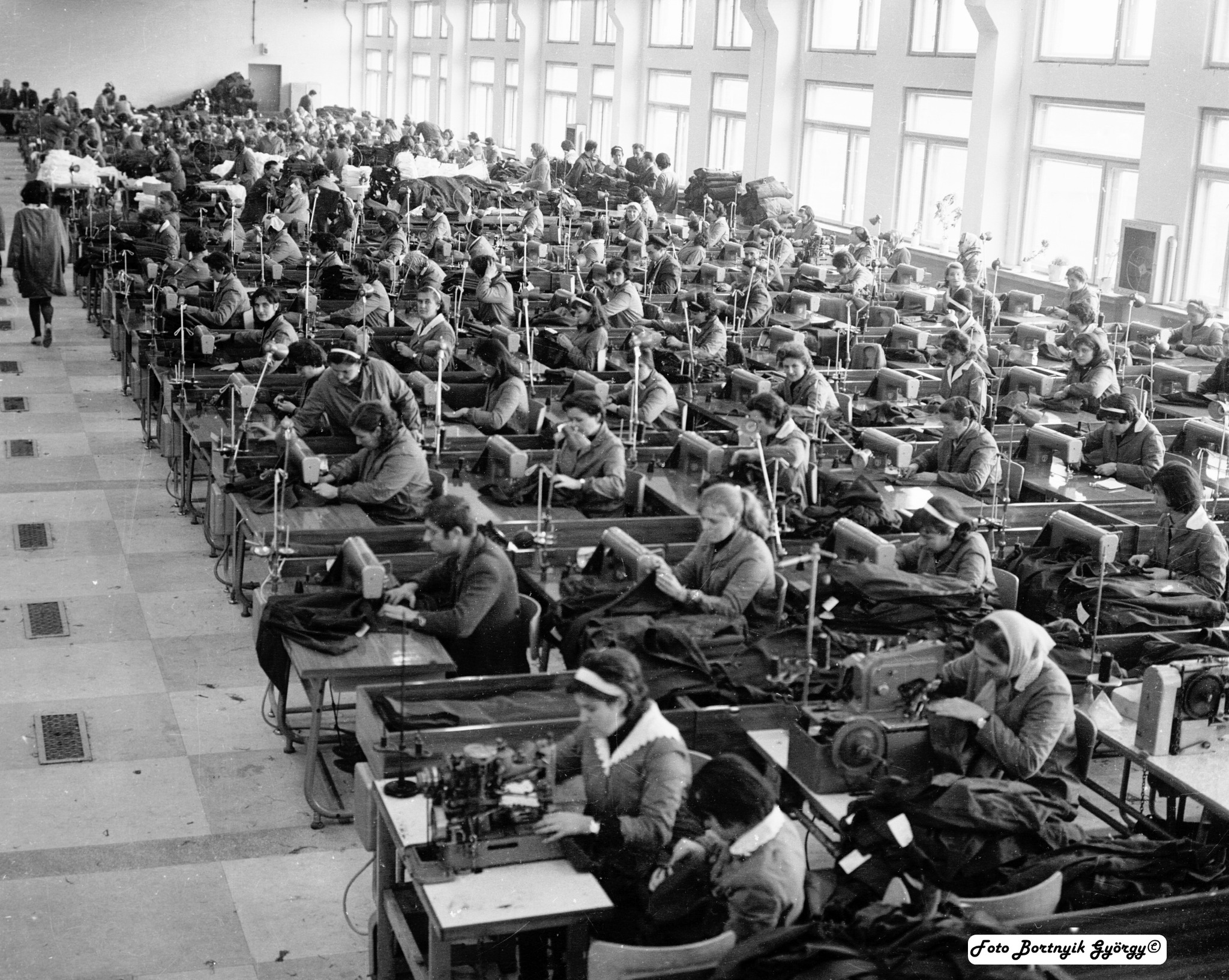
Ruhagyár Kézdivásárhelyen
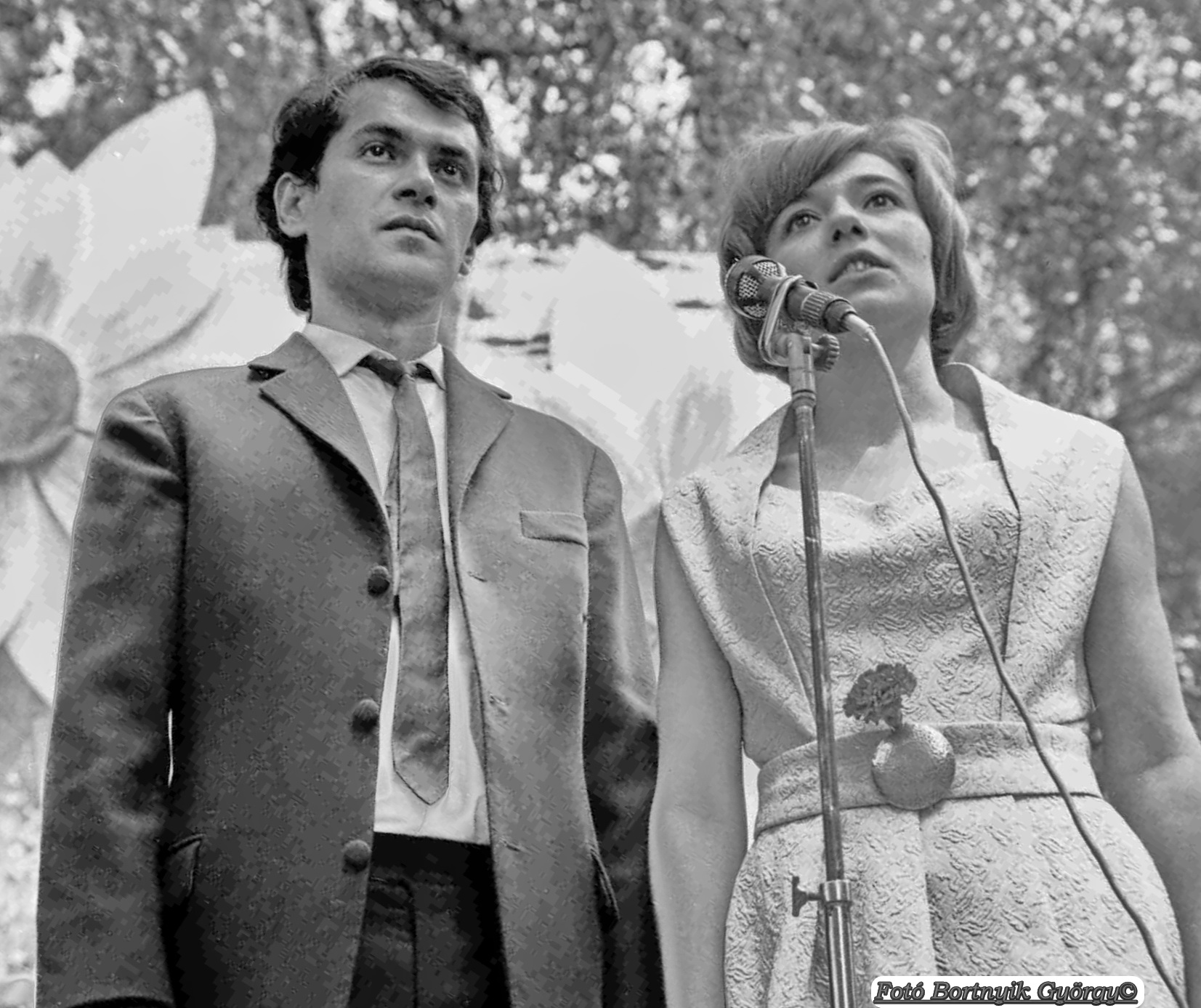
Csergőffy László és Balázs Éva
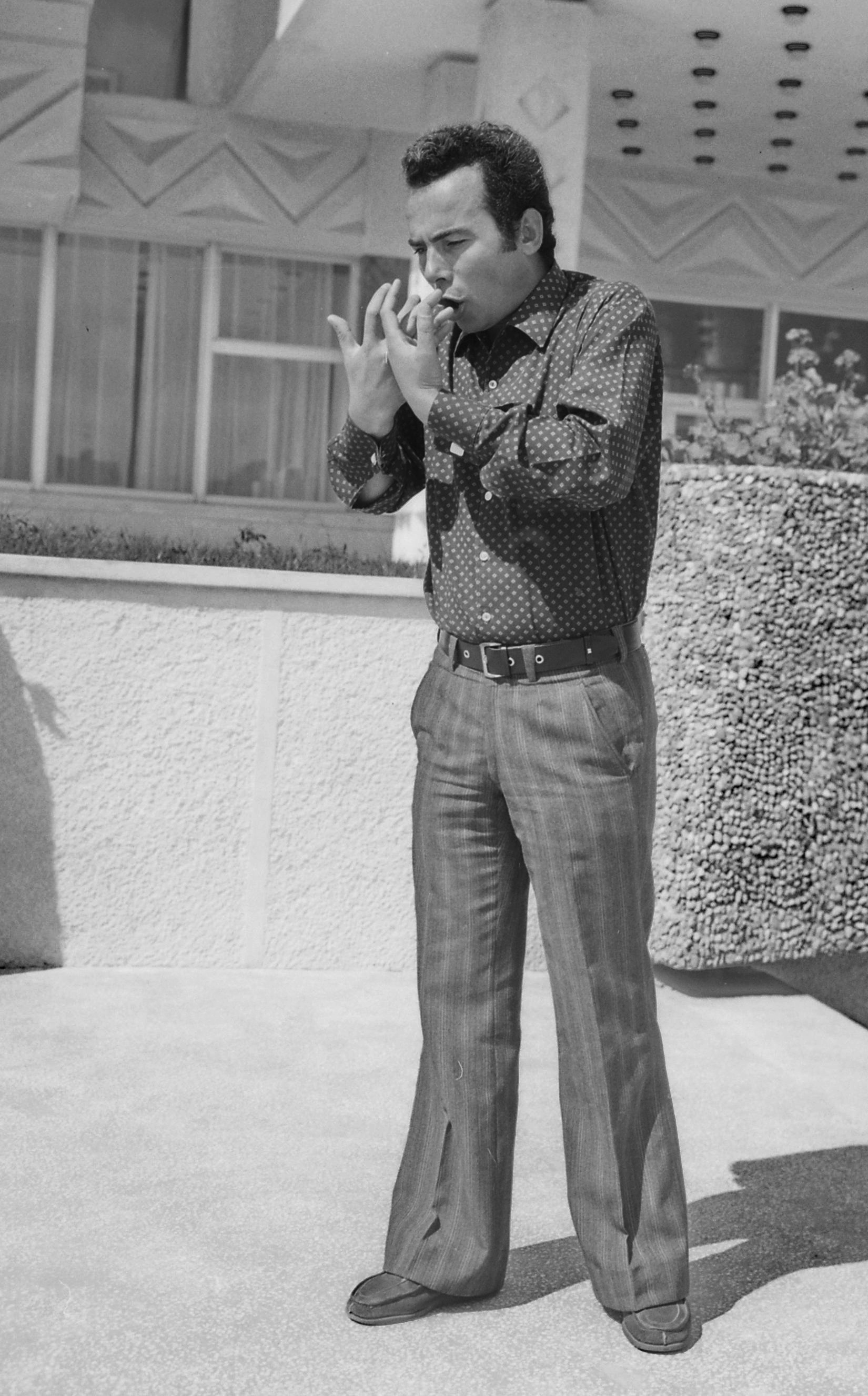
Visky Árpád (1940–1986)
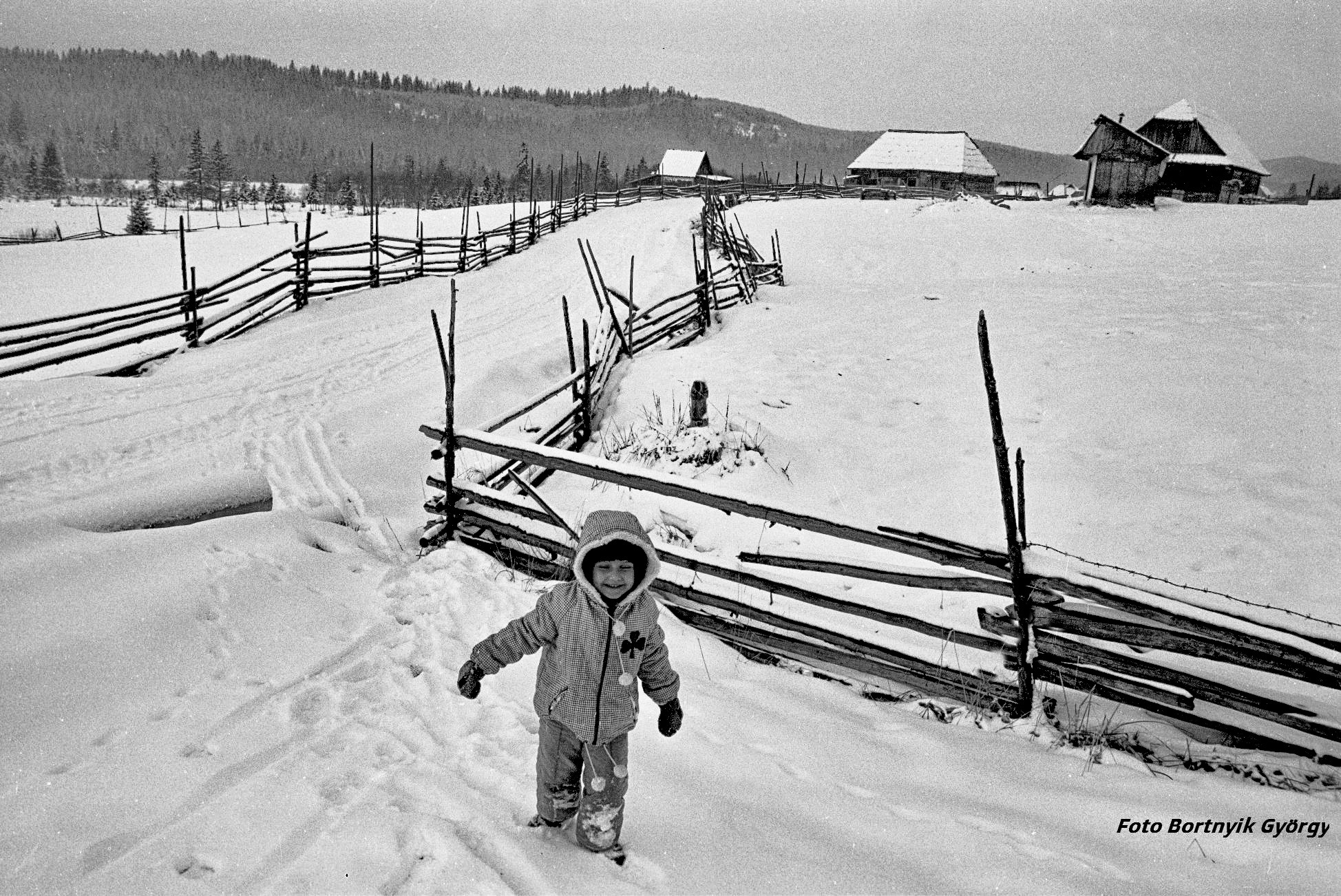
Egy kis hangulatkeltés Kommandóról
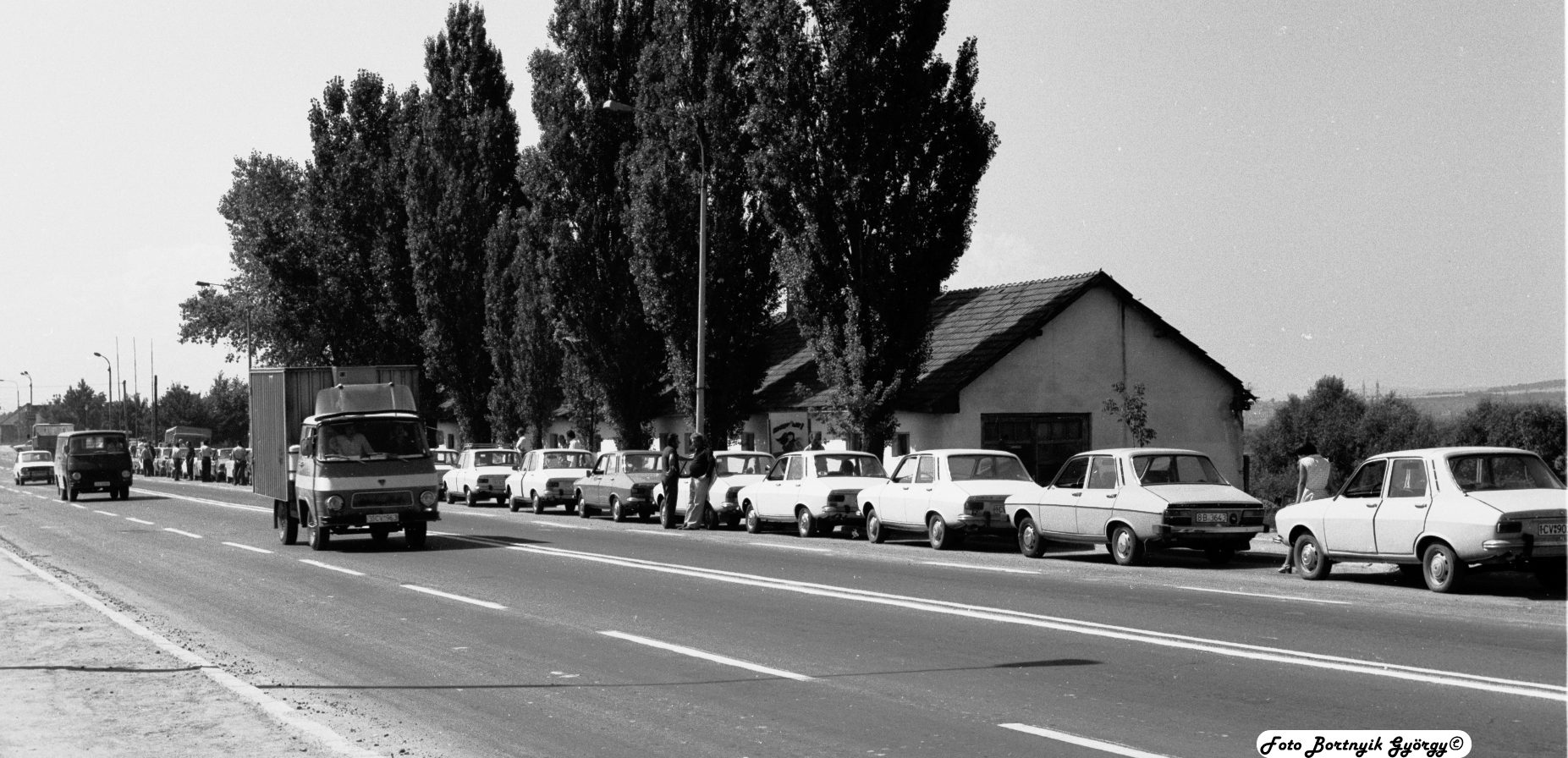
Végtelen benzinsor az 1970-es években